# Línia evolutiva de Sunkern
Aquesta línia evolutiva de Pokémon inclou Sunkern i Sunflora.

## Sunkern
Sunkern és una de les espècies que apareixen a la franquícia Pokémon, una sèrie de videojocs, anime, mangues, llibres, cartes col·leccionables i altres mitjans que va ser inventada per Satoshi Tajiri i ha generat milers de milions de dòlars en beneficis per a Nintendo i Game Freak. És de tipus planta i evoluciona a Sunflora.

## Sunflora
Sunkern és una de les espècies que apareixen a la franquícia Pokémon, una sèrie de videojocs, anime, mangues, llibres, cartes col·leccionables i altres mitjans que va ser inventada per Satoshi Tajiri i ha generat milers de milions de dòlars en beneficis per a Nintendo i Game Freak. És de tipus planta i evoluciona de Sunkern.